# 伊索
伊索相傳為《伊索寓言》的作者，生平不詳，甚至難以肯定是否真有其人。

## 生平
据传说，伊索約生活於公元前七世紀至六世紀。伊索的名字最早出現在希腊历史学家希罗多德的史学名著《历史》中，而希罗多德的生卒年在公元前485年至公元前420年之间。伊索传说是一个奴隶，侍奉過克桑特斯（Xanthus）和雅德蒙（Jadmon）家。他在古希臘的薩摩斯哲學家克桑特斯之下打工，後來以博學多聞獲得雅德蒙家釋放，成為自由人，可以參與公共事務，曾经游历希腊各城邦，有一段时间曾经住在科林斯湾。
传说中的伊索，面貌不俗，“黝黑、高大、結實、短臂、厚唇、高大的典型軍人”，善讲寓言故事，他到過雅典，对雅典人讲了《请求派王的青蛙》的寓言，會過梭倫、泰勒斯等古希臘七賢，受到吕底亚城邦國王克羅伊斯的器重和信任，曾奉命前往萨第斯處理外交事務，一日，克羅伊斯請他帶了一批黃金去德爾菲，分給當地的公民每人金四“木那”，但他對當地人的貪婪感到不滿，与居民发生了争吵，又將黃金運回給克羅伊斯，引起了德爾菲人的極大憤怒，當地人指控伊索說話褻瀆，最後在德爾菲被當地人推下懸崖喪命。伊索死後，德爾菲不斷受到各種天災人禍所侵擾，史稱伊索的血海深仇（The blood of Aesop）。後來德爾菲人請求乩示，付賠償金給雅特蒙的孙子。

## 流傳與版本

1485年的伊索寓言

伊索講寓言故事全憑記憶，沒有所謂的草稿，故事的主角多是動物之間的互動，如鷹與夜鶯、龜和兔、螞蟻和蚱蜢，哲学家法勒魯姆的德米特里编寫了世界上第一部《伊索寓言》，台美忒利阿斯是亚列士多德的再传弟子，原书收有故事约二百则，此书早已失传。又有拔勃利乌斯（Babrius）以希腊韵文写寓言共122则。罗马人亚微亚奴斯（Avianus）又以拉丁韵文写寓言42首。十五世紀君士坦丁堡的修道士普拉努得斯（Maximus Planudes）收集的《伊索寓言》150篇，由巴勒斯（Bonus Accursius）印刷出版，并因此被教会迫害。教会認為普拉努得斯根本没见过伊索寓言，只是以伊索的名义自己进行编造。1453年著名意大利学者洛伦佐·瓦拉将《伊索寓言》等译成拉丁文，广泛印行。1610年瑞士学者艾萨克（Isaac Nicholas Nevelet）刊印的《伊索寓言》，题为《Mythologia Aesopica》，是目前最詳盡的故事集，包括136则自梵蒂冈图书馆里发现的伊索寓言，但很多不是伊索的故事。